# Archilina opisthobursa
Archilina opisthobursa är en plattmaskart som beskrevs av Curini-Galletti och Martens 1996. Archilina opisthobursa ingår i släktet Archilina och familjen Monocelididae.
Artens utbredningsområde är Karibiska havet. Inga underarter finns listade i Catalogue of Life.